# The Lovely Bones
The Lovely Bones er en overnaturlig dramafilm fra 2009 instrueret af Peter Jackson. Den er baseret på bogen af samme navn fra 2002, der er skrevet af Alice Sebold. Filmens skuespillere er Saoirse Ronan, Mark Wahlberg og Rachel Weisz, Susan Sarandon, Amanda Michalka og Stanley Tucci. Filmen blev nomineret til bl.a. Golden Globe, Screen Actors Guild, BAFTA Award og Academy Award.
Historien handler om pigen Susie Salmon (Ronan), der bliver slået ihjel af familiens nabo. Hun ender i Limbo, hvorfra hun kan følge sine forældre (Weisz og Wahlberg) og politiet, der prøver at opklare, hvad der er sket med hende.

## Eksterne Henvisninger
- The Lovely Bones på Internet Movie Database (engelsk)
- The Lovely Bones på Filmdatabasen
- The Lovely Bones på Scope
- The Lovely Bones i Svensk Filmdatabas (svensk)
- The Lovely Bones på AlloCiné (fransk)
- The Lovely Bones på MovieMeter (nederlandsk)
- The Lovely Bones på AllMovie (engelsk)
- The Lovely Bones hos American Film Institute (engelsk)
- The Lovely Bones hos British Film Institute (engelsk)
- The Lovely Bones' profil hos Encyclopædia Britannica Online (engelsk)